# Kreüter Buch
Kreüter Buch, fue escrito por el botánico alemán, Hieronymus Tragus. La primera edición de su Kreuterbuch (literalmente libro de plantas) apareció en 1539 sin ilustrar; su intención era describir las plantas alemanas, incluyendo sus nombres, características y aplicaciones médicas. En lugar de seguir a Dioscórides como era tradicional, desarrolló su propio sistema de clasificación de 700 plantas. Bock viajó, al parecer, extensamente por la región alemana observando las plantas, puesto que incluye observaciones ecológicas y corológicas. Fue publicado en 1539.